# Philodromus sitiens
Philodromus sitiens är en spindelart som beskrevs av Fage 1929. Philodromus sitiens ingår i släktet Philodromus och familjen snabblöparspindlar. Inga underarter finns listade i Catalogue of Life.